# Shanghai ATP Masters 1000 2012
Shanghai Rolex Masters 2012 — профессиональный теннисный турнир, в 4-й раз проводившийся в Шанхае, Китай на открытых кортах с покрытием типа хард. Турнир имеет категорию ATP 1000. Соревнования были проведены с 5 по 14 октября 2012 года.
Прошлогодними чемпионами являются:
- Одиночный турнир —  Энди Маррей
- Парный турнир —  Максим Мирный /  Даниэль Нестор.

## Соревнования

### Одиночный турнир
Новак Джокович обыграл  Энди Маррея со счётом 5-7, 7-611, 6-3.
- Джокович выигрывает 5й титул в сезоне и 33й за карьеру в основном туре ассоциации.
- Маррей уступает 4й финал в сезоне и 13й за карьеру в туре ассоциации.

### Парный турнир
Леандер Паес /  Радек Штепанек обыграли  Махеша Бхупати /  Рохана Бопанну со счётом 6-77, 6-3, [10-5].
- Паес выигрывает 4й титул в сезоне и 50й за карьеру в основном туре ассоциации.
- Штепанек выигрывает 3й титул в сезоне и 16й за карьеру в основном туре ассоциации.